# طبيعة المكان والزمان
طبيعة المكان والزمان (بالإنجليزية: The Nature of Space and Time) هو كتاب يوثق مناظرة حول الفيزياء والفلسفة دارت بين عالمي الفيزياء النظرية البريطانيين روجر بنروز وستيفن هوكينج، وصدر الكتاب عام 1996 من قبل دار جامعة برينستون للنشر. وقعت هذه المناظرة الذي يتمحور حولها الكتاب بين بنروز وهوكينج عام 1994 في مبنى معهد إسحاق نيوتن الواقع في حرم جامعة كامبريدج. وأقيمت المناظرة على غرار سلسلة مناظرات بور-أينيشتاين.